# Загребаев, Анатолий Андреевич
Анатолий Андреевич Загребаев (16 ноября 1959, Жуковский, Московская область) — советский и российский футболист, нападающий, полузащитник.
Воспитанник СДЮШОР «Спартак» Москва. В первенстве СССР дебютировал в 1987 году в команде второй лиги «Красная Пресня» Москва. В 1979 году играл в дубле «Спартака». В 1981—1984 годах во второй лиге в составе «Динамо» Вологда сыграл 111 матчей, забил 29 голов. В октябре 1984 провёл два матча в высшей лиге за «Днепр» Днепропетровск — против «Пахтакора» и «Спартака». В 1986 году сыграл три матча за дубль «Спартака», сезоны 1986—1987 провёл в «Красной Пресне». Затем выступал за «Спартак» Орджоникидзе (1988), «Сатурн» Раменское (1989—1990), «Динамо» Вологда (1991—1993), ФК «Тарнеле»[уточнить] Швеция (1993—1996). Вернувшись в Россию, играл на любительском уровне за «Гигант» Воскресенск (1997) и «Метеор» Жуковский (1998—2000).
Окончил Московский областной государственный институт физической культуры. Мастер спорта СССР, мастер спорта России. Старший тренер-преподаватель по футболу, заместитель директора ЦДЮС, директор стадиона «Вымпел» Жуковский, тренер СК «Метеор».